# Premio Nacional de Literatura de Chile
De Premio Nacional de Literatura de Chile ("Nationale Chileense literatuurprijs") is een Chileense literaire onderscheiding.

## Beschrijving
De Premio Nacional de Literatura de Chile is een oeuvreprijs, die uit een getuigschrift, een geldbedrag en een levenslang pensioen bestaat. De prijs kan aan iedere Chileense schrijver worden toegekend, ongeacht het genre waarin deze publiceert.
De onderscheiding werd op 8 november 1942 tijdens het presidentschap van Juan Antonio Ríos (1888-1946) bij wet ingesteld. Daarop was toen al enige jaren aangedrongen door de Chileense Sociedad de Escritores ("Vereniging van Schrijvers"), gesteund door enkele vooruitstrevende politici en een groep intellectuelen met posities in de regering. Zij maakten zich zorgen over de economische positie van Chileense auteurs, die toentertijd niet van hun werk konden leven en geen rechtspositie hadden.
De jury van de Premio Nacional bestond aanvankelijk uit de rector magnificus van de Universidad de Chile ("Universiteit van Chili"), een vertegenwoordiger van het Ministerio de Educación Pública ("Ministerie van Openbaar Onderwijs") en een afgevaardigde van de Sociedad de Escritores. Dit gezelschap werd in 1960 uitgebreid met een lid van de Academia Chilena de la Lengua ("Chileense Taalacademie") en een tweede lid van de schrijversvereniging. In 1972 werd echter besloten, dat de Sociedad-vertegenwoordigers voortaan niet meer deel uit zouden maken van de jury. Tevens werd toen bepaald dat de prijs niet meer jaarlijks, maar om het jaar zou worden toegekend.

## Winnaars
| Jaar | Winnaar                    |
| ---- | -------------------------- |
| 1942 | Augusto D'Halmar           |
| 1943 | Joaquín Edwards Bello      |
| 1944 | Mariano Latorre            |
| 1945 | Pablo Neruda               |
| 1946 | Eduardo Barrios            |
| 1947 | Samuel A. Lillo            |
| 1948 | Ángel Cruchaga Santa María |
| 1949 | Pedro Prado                |
| 1950 | José Santos González Vera  |
| 1951 | Gabriela Mistral           |
| 1952 | Fernando Santiván          |
| 1953 | Daniel de la Vega          |
| 1954 | Víctor Domingo Silva       |
| 1955 | Francisco Antonio Encina   |
| 1956 | Max Jara                   |
| 1957 | Manuel Rojas               |
| 1958 | Diego Dublé Urrutia        |
| 1959 | Hernán Díaz Arrieta        |
| 1960 | Julio Barrenechea          |
| 1961 | Marta Brunet               |
| 1962 | Juan Guzmán Cruchaga       |
| 1963 | Benjamín Subercaseaux      |
| 1964 | Francisco Coloane          |
| 1965 | Pablo de Rokha             |
| 1966 | Juvencio Valle             |
| 1967 | Salvador Reyes             |
| 1968 | Hernán del Solar           |
| 1969 | Nicanor Parra              |
| 1970 | Carlos Droguett            |
| 1971 | Humberto Díaz-Casanueva    |
| 1972 | Edgardo Garrido            |
| 1974 | Sady Zañartu               |
| 1976 | Arturo Aldunate Phillips   |
| 1978 | Rodolfo Oroz               |
| 1980 | Roque Esteban Scarpa       |
| 1982 | Marcela Paz                |
| 1984 | Braulio Arenas             |
| 1986 | Enrique Campos Menéndez    |
| 1988 | Eduardo Anguita            |
| 1990 | José Donoso                |
| 1992 | Gonzalo Rojas              |
| 1994 | Jorge Edwards              |
| 1996 | Miguel Arteche             |
| 1998 | Alfonso Calderón           |
| 2000 | Raúl Zurita                |
| 2002 | Volodia Teitelboim         |
| 2004 | Armando Uribe              |
| 2006 | José Miguel Varas          |
| 2008 | Efraín Barquero            |
| 2010 | Isabel Allende             |
| 2012 | Óscar Hahn                 |
| 2014 | Antonio Skármeta           |
| 2016 | Manuel Silva Acevedo       |
| 2018 | Diamela Eltit              |